# Retrato de un caballero de treinta y siete años
El Retrato de un caballero de treinta y siete años es un óleo sobre lienzo de 95 x 80 cm de Lorenzo Lotto, de 1543 aproximadamente y conservado en la Galería Doria Pamphilj de Roma. 

## Historia
La datación se basa sobre motivos estilísticos y coloca la obra a mediados de los años cuarenta, junto a otros retratos de sobria composición, como el Retrato de Febo de Brescia o el Retrato de caballero anciano con guantes, ambos en Brera. 
La obra fue interpretada antaño como un autorretrato del pintor, pero esto la situaría en 1517, una fecha no compatible ni con el estilo ni con el atuendo.

## Descripción y estilo
El hombre aparece a media figura delante de un muro en ruinas, con vestimenta negra y gorra del mismo color. Como era propio de la moda del momento lleva barba y bigote, en este caso castaños. 
Sobre una lápida incrustada en la pared y rodeada de hiedra, a la derecha, se lee "Ann Aetatis Sue XXXVII", es decir "a la edad de treinta y siete". A la izquierda se ve en cambio un bajorrelieve con un amorcillo con los pies sobre los platos de una balanza que porta, símbolo del hombre que pondera las propias pasiones, presente también en otras obras de Lotto como Matrimonio místico de santa Catalina de Alejandría y santos en el Palacio Barberini, Roma, y como en una taracea de la catedral de Bérgamo (Nosce te ipsum, "Conócete a ti mismo"). Otros lo interpretan en cambio como el símbolo astrológico de Libra o como el símbolo alquímico del hombre melancólico.
El rostro del hombre es triste y melancólico y con la diestra indica el anillo sobre el meñique de la mano izquierda posada sobre el pecho, o quizás a sí mismo, como quintaesencia del hombre sombrío.
La paleta es reducida, con un claro predominio de los tonos oscuros, actualmente acentuado por el mal estado de conservación.